# Gorajec-Zastawie
Gorajec-Zastawie – wieś w Polsce położona w województwie lubelskim, w powiecie zamojskim, w gminie Radecznica.
| SIMC    | Nazwa  | Rodzaj    |
| ------- | ------ | --------- |
| 0897177 | Kępa   | część wsi |
| 0897183 | Nawsie | część wsi |

W latach 1975–1998 miejscowość administracyjnie należała do województwa zamojskiego.
Wieś jest sołectwem w gminie Radecznica. Według Narodowego Spisu Powszechnego z roku 2011 wieś liczyła 392 mieszkańców. 
Wierni Kościoła rzymskokatolickiego należą do parafii Wniebowzięcia Najświętszej Maryi Panny w Gorajcu-Starej Wsi.